# Emoia mivarti
Emoia mivarti — вид сцинкоподібних ящірок родини сцинкових (Scincidae). Ендемік Папуа Нової Гвінеї.

## Поширення і екологія
Emoia mivarti мешкають на Манусі і Лоу в групі островів Адміралтейства та на сусідніх острівцях. Вони живуть у первинних і вторинних вологих тропічних лісах, на галявинах, в чагарникових заростях та в садах.